# Seyni Oumarou
Pour les articles homonymes, voir Oumarou.
Seyni Oumarou ou Seini Oumarou, né le 9 août 1950 à Tillabéri, est un Homme d'État nigérien, Premier ministre du Niger du 3 juin 2007 au 23 septembre 2009. Il est le président de l'Assemblée nationale depuis le 24 mars 2021.

## Biographie
Seyni Oumarou obtient son baccalauréat technique en 1970 à Maradi puis un diplôme en gestion à l'École supérieure de commerce de Lyon.
Après une dizaine d'années passées au service clientèle de la Nigelec (société nigérienne d'électricité), il se met à son propre compte et fonde l'ENITRAP (entreprise nigérienne de transformation de papier) en 1985.
Seini Oumarou commence sa carrière politique en 1995 en étant nommé conseiller spécial du premier ministre Hama Amadou. Entre 1999 et 2004, Seini Oumarou est ministre du Commerce, de l'Industrie et de la Promotion du Secteur privé, de 2004 à mai 2007, il est ministre d'État, ministre de l'Équipement.
Seini Oumarou est président de la section de Tillabéri du Mouvement national pour la société du développement (MNSD-Nassara) et vice-président du bureau politique national du parti. Il devient président du MNSD en février 2009,.
Il est nommé premier ministre du Niger le 3 juin 2007.
Le 23 septembre 2009, Seyni Oumarou présente sa démission afin de se présenter aux élections législatives du 20 octobre. Il est remplacé par Ali Badjo Gamatié,.
Candidat à l'élection présidentielle de 2011, investi par le MNSD, il termine deuxième du premier tour et puis il s'incline au second tour, le 12 mars, face à Mahamadou Issoufou, avec 42,05 % des voix.
Il est à nouveau candidat lors de l'élection présidentielle de 2016, où il termine à la troisième place lors du premier tour, avec 12,11% des voix.
En août 2016, Seyni Oumarou et le MNSD rejoignent la majorité présidentielle. En octobre, il est nommé haut représentant du président Issoufou et 6 membres du MNSD entrent au gouvernement.
Seyni Oumarou est choisi en mars 2019 comme candidat du MNSD à l'élection présidentielle nigérienne de 2020. Il obtient 8,95 % des voix et finit en 3e position. En vue du second tour, il se rallie à la candidature de Mohamed Bazoum, candidat du PNDS arrivé en tête au premier tour.

## Vie privée
Il est marié et père de six enfants et est d'origine zarma-Songhaï.

## Distinctions
Il a été décoré comme officier de l'ordre national du mérite du Niger, puis grand officier de l'ordre national du mérite du Niger.